# Musée du Vieux Nîmes
Le musée du Vieux Nîmes est un musée de la ville de Nîmes, dans le département du Gard et la région Occitanie. Il conserve et présente la vie nîmoise depuis la fin du Moyen Âge.

## Histoire

### Palais épiscopal
En 1156, la bulle du pape Adrien IV, puis la charte du roi de France Louis VII consacre la séparation entre les biens du chapitre et ceux de l'évêque. L'évêque installe l'évêché à l'ouest du quartier cathédral.
Un palais épiscopal a été construit en 1490 par Guillaume Briçonnet (1496-1511), évêque de Nîmes. La démolition du palais épiscopal et de la cathédrale est commencée après le massacre de la Michelade. Si la reconstruction de la cathédrale est commencée dans les années 1610, celle du palais épiscopal a été entreprise un siècle plus tard. Il a fallu racheter le terrain où se trouvait l'ancien palais épiscopal car il avait été vendu par lot. Ce rachat a épuisé les allocations accordées par le roi pour la reconstruction du palais.
Cette reconstruction va être conduite pendant l'épiscopat de Jean-Jacques Séguier de La Verrière, évêque de Nîmes entre 1671 et 1687. Le 30 août 1681, le Grand Conseil a donné l'autorisation à l'évêque à utiliser les fonds pour reconstruire le palais épiscopal. Un prix-fait est rédigé par l'architecte nîmois Jacques Cubizol mais en mai 1682 Ponce Alexis de La Feuille, sieur de Merville, inspecteur du travaux du « canal royal de Languedoc » et architecte intervient sur le projet. Il est intervenu au Château d'Aubais et à l'hôtel de ville de Beaucaire. Alexis de La Feuille imposait d'adopter des principes architecturaux du nord de la France contre les habitudes du Midi. Les élévations construites à partir de février 1683 montrent plusieurs aspects architecturaux empruntés aux hôtels parisiens avec un corps de logis entre cour et jardin. S'il n'a pas imposé l'ardoise pour couvrir le toit comme à l'hôtel de ville de Beaucaire, il a fait peindre en noir les tuiles pour leur en donner l'aspect. Comme à l'hôtel de ville de Beaucaire, Alexis de La Feuille a prévu un escalier ostentatoire mais il n'a pas prévu de loggia. Des peintures ont été réalisées en 1683-1685 dans le cabinet de l'évêque par les peintres François et Jean Gommeau. Les expertises de 1688 et 1707 constatent que le projet est inachevé. Le premier étage n'est pas habitable.
Le projet n'a été terminé à partir de 1757 sous l'épiscopat de Charles-Prudent de Becdelièvre qui en a confié les travaux à l'architecte Pierre Dardailhon, avec Antoine Fabre, qui a réalisé le grand escalier, rehaussé les façades latérales et aménagé les appartements du premier étage. Un portail d'entrée est réalisé pour fermer la cour d'honneur. Des aménagements ont été faits au milieu du XIXe siècle.
Le bâtiment a été modifié en 1910. La liaison entre la chapelle épiscopale et le palais épiscopal a été supprimée en 1910 pour créer la rue Mathieu-Lacroix.

### Musée du Vieux Nîmes
Le musée a été créé en 1920 par l'érudit Henry Bauquier, né à Nîmes. Aménagé dans l'ancien palais épiscopal datant de la fin du XVIIe siècle, il se trouve sur la place aux Herbes, non loin de la cathédrale Notre-Dame-et-Saint-Castor.

## Protection
L'édifice a été classé au titre des monuments historiques le 18 mars 1986.

## Description du bâtiment
Le bâtiment comprend un corps de logis central, entre la cour d'honneur donnant sur la cathédrale et le jardin, avec une aile en retour à l'est côté cathédrale et, à l'ouest, une façade symétrique factice simulant une aile occidentale. Les communs sont situés à l'ouest du jardin. Les écuries étaient situées à l'est de l'évêché et ouvraient sur une cour qui communiquait par des passages avec la cour d'honneur, le jardin et la rue du Chapitre. La cour d'honneur permettait aussi l'accès à la chapelle épiscopale mais cette liaison supprimée en 1910 pour créer la rue Mathieu-Lacroix. Un sous-sol voûté occupe la surface du bâtiment.
Les façades nord et sud du corps de logis central présentent une travée centrale plus large formant un léger avant-corps concentrant toute l'ornementation sculptée du bâtiment. Les menuiseries des fenêtres ont été remplacées au XIXe siècle par des vitraux.

## Collections
Parmi les collections permanentes, des salons reconstituent l'univers des industriels du textile aux XVIIIe et XIXe siècles. Une salle situe la place de la serge de Nîmes (denim) dans la production textile nîmoise sur plus de trois siècles.
Le musée organise régulièrement des expositions temporaires.

## Conservateurs
- Henry Bauquier[Quand ?]
- Victor Lassalle[Quand ?]
- Christiane Lassalle (années 1970-1986)
- 1986-2011 : Martine Nougarède
- 2011-2021 : Aleth Jourdan[2]
- depuis 2021 : Lisa Laborie-Barrière[3]

#### Catalogues d'exposition (sélection)
- Nîmes et le châle : la collection du musée du Vieux Nîmes, 1988
- Rouge, bleu, blanc : teintures à Nîmes, 1989, 84 p.
- Les armoires figurées du Bas-Languedoc, 2000-2001  (ISBN 291286318X)
- Jean-Marie Granier : Tauromachies, 1950-2005, 2005, 191 p.  (ISBN 2850568929)